# Hijas de María Inmaculada
La Congregación  Hijas de María Inmaculada es una congregación religiosa católica femenina de derecho pontificio, fundada por la religiosa francesa Adela de Batz de Trenquelléon en Agen, el 25 de mayo de 1816, como rama femenina de la Sociedad de María (marianistas). A las religiosas de este instituto se les conoce como Hijas de María Inmaculada de Agen, o simplemente como marianistas, y posponen a sus nombres las siglas F.M.I.

## Historia
Adela de Batz de Trenquelléon, a la edad de 26 años y junto a tres de sus amigas, funda una pía sociedad de mujeres en Agen, Francia, con el fin de seguir los pasos de Guillermo José Chaminade, fundador de los marianistas, el 25 de mayo de 1816. En sus orígenes, las religiosas se dedicaban a la catequesis y a dirigir retiros espirituales. Más tarde, con la fundación de los colegios de Condom (1824) y Arbois (1826), abren paso a la pastoral educativa. Estando en vida la fundadora, el instituto se expande por cuatro ciudades francesas.
El 12 de abril de 1839, el papa Gregorio XVI reconoció el instituto como congregación de derecho pontificio; se trata del mismo decreto que reconocía igualmente a la Sociedad de María. La aprobación definitiva la concedió el papa Pío IX el 12 de mayo de 1869.
Las leyes anticlericales de Francia entre 1901 y 1905 fueron nefastas para las congregaciones de enseñanza. Muchas escuelas fueron suprimidas y sus bienes confiscados, por lo que las religiosas buscan asilo en España, Cerdeña, Dinamarca y Bélgica. Al finalizar el periodo de represión, las religiosas regresan a Francia, a excepción de las de España, marcando así un segundo periodo de expansión internacional. En 1949 tienen lugar las fundaciones de Japón, Estados Unidos e Italia.

## Organización
La Congregación Hijas de María Inmaculada es un instituto religioso centralizado, cuyo gobierno es ejercido por una superiora general a la que sus miembros llaman Madre. La Madre general es coadyuvada en el gobierno por un consejo que es elegido para un periodo de seis años. La sede central se encuentra en Roma.
Las religiosas marianistas se dedican a la instrucción cristiana de la juventud en los colegios de su pertenencia. Además, trabajan en campos de misión y evangelización, especialmente en zonas deprimidas o periféricas, encarnando el carisma marianista en contextos de pobreza, rostros y culturas diversas.
En 2015, la congregación contaba con unas 365 religiosas y 57 comunidades presentes en Brasil, Chile, Colombia, Corea del Sur, Costa de Marfil, Ecuador, España, Estados Unidos, Francia, India, Italia, Japón y Togo. Para 2016 tenían pensado abrir horizontes en Malawi y Vietnam.